# Giuliano Besson
Giuliano Besson (Sauze d'Oulx, 1º gennaio 1950) è un imprenditore ed ex sciatore alpino italiano.

## Biografia

### Carriera sciistica
Attivo negli anni 1970 e specialista delle gare veloci, Besson prese parte agli XI Giochi Olimpici invernali di Sapporo 1972, validi anche come Mondiali 1972 e sua unica presenza olimpica, classificandosi 11º nella discesa libera. Vinse nel 1972 il titolo italiano di discesa libera. In Coppa del Mondo ottenne il primo risultato di rilievo il 15 marzo dello stesso anno in Val Gardena nella medesima specialità (7º).
Vincitore nel 1973 del Kandahar delle Ande in discesa libera, la gara più veloce al mondo. Ottenne il podio in Coppa del Mondo il 26 gennaio 1974 piazzandosi 2º nella discesa libera disputata sulla Streif di Kitzbühel, a pari tempo con Stefano Anzi e dietro a Roland Collombin, e ai successivi Mondiali di Saint Moritz 1974 fu 5º nella discesa libera. Vincitore del titolo italiano di discesa libera nel 1974 ad Aprica e, sempre nello stesso anno, terzo in combinata. In quella stessa stagione 1973-1974 vinse il titolo italiano nella medesima specialità e il suo ultimo piazzamento internazionale fu il 9º posto ottenuto nella discesa libera di Coppa del Mondo disputata a Wengen l'11 gennaio 1975. 
All'età di 24 anni, insieme a Stefano Anzi sono stati eletti dai propri compagni di squadra rappresentanti della Valanga Azzurra, in difesa dei diritti degli atleti stessi. Pur essendo all'apice della loro carriera sciistica, per difendere i diritti degli sciatori, sono stati costretti a concludere la loro carriera sportiva all'età di 25 anni.

### Carriera imprenditoriale

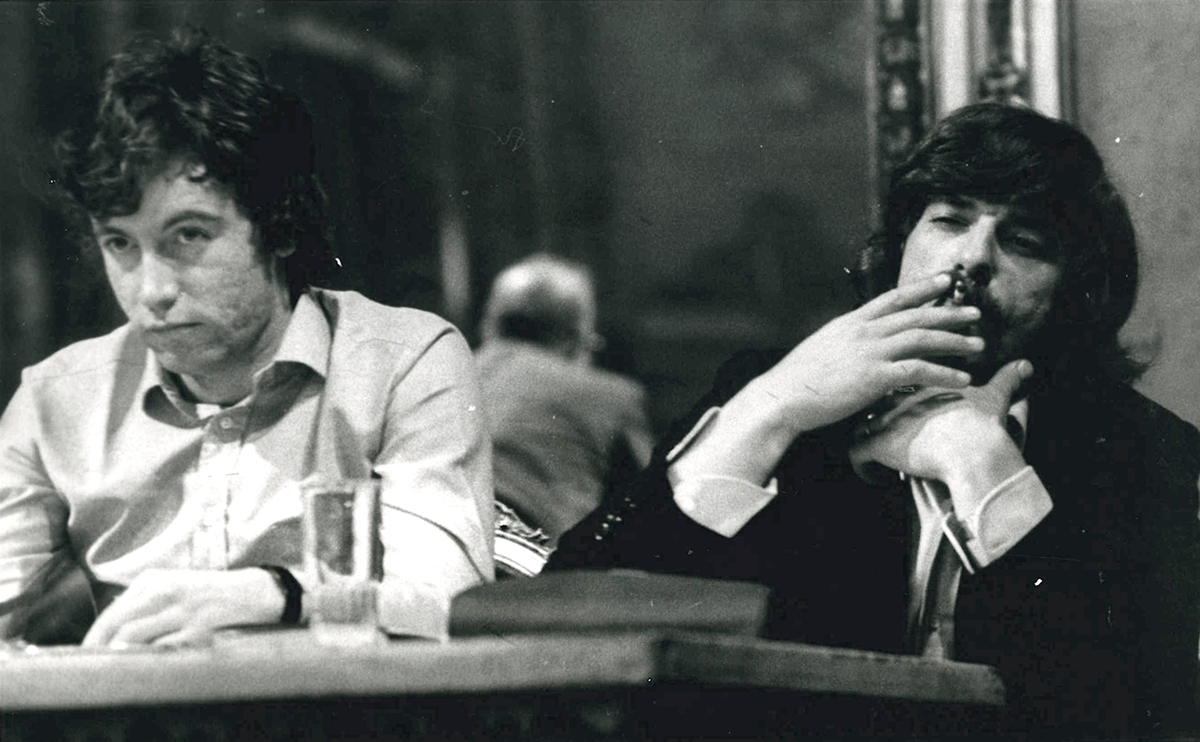
Giuliano Besson (a sinistra) con Stefano Anzi negli anni 1970

Dopo il ritiro, nel 1976 avviò assieme a Stefano Anzi un'impresa produttrice di abbigliamento sportivo, la AnziBesson.

## Palmarès

### Coppa del Mondo
- Miglior piazzamento in classifica generale: 19º nel 1974
- 1 podio:
  - 1 secondo posto

### Campionati italiani
- 2 medaglie[1]:
  - 1 oro (discesa libera nel 1974)
  - 1 bronzo (combinata nel 1974)